# CSU Galați
Club Sportiv Universitar Galați – rumuński klub piłkarski z siedzibą w mieście Gałacz.

## Osiągnięcia
- Finał Pucharu Rumunii: 1975/76

## Historia
Klub założony został w 1950 roku pod nazwwą Dinamo Galați, którą później zmienono na CSU Galați.
W sezonie 1975/76 klub osiągnął największy sukces w historii docierając do finału Pucharu Rumunii, gdzie CSU Galați uległ 0:1 mistrzowi Rumunii, klubowi Steaua Bukareszt.
Udany występ w krajowym pucharze dał klubowi możliwość pokazania się w europejskich pucharach - w Pucharze Zdobywców Pucharów w sezonie 1976/77. W pierwszej rundzie przeciwnikiem był zdobywca Pucharu Portugalii, klub Boavista Porto. U siebie CSU Galați przegrał 2:3 - bramki dla rumuńskiego klubu zdobyli Marinescu i Cramer. W Porto zespół portugalski wygrał pewnie 2:0 i awansował do następnej rundy.
W 1982 roku klub połączył się z FCM Galați, w wyniku czego powstał klub FCM Dunărea Gałacz.

## Europejskie puchary
Legenda do wszystkich tabel:
- Q – runda eliminacyjna, 1/16, 1/8, 1/4, 1/2 – odpowiednia faza rozgrywek, Grupa – runda grupowa, 1r gr – pierwsza runda grupowa, 2r gr – druga runda grupowa, F – finał, R – runda, PO – play-off
- k. – rzuty karne, los. – losowanie, Dogr. – dogrywka, w. – zasada bramek strzelonych na wyjeździe

| Sezon   | Rozgrywki                 | Runda | Przeciwnik  | Dom | Wyjazd | Ogólnie |
| ------- | ------------------------- | ----- | ----------- | --- | ------ | ------- |
| 1976/77 | Puchar Zdobywców Pucharów | 1R    | Boavista FC | 2–3 | 0–2    | 2–5     |